# Исаков, Игорь Анатольевич
Исаков Игорь Анатольевич (род. 14 января 1968, Ачинск, Красноярский край) — российский политический деятель, депутат Государственной думы четвёртого (2003—2007) и пятого созыва (2007—2011).

## Биография
Окончил Костромской технологический техникум Роспотребсоюза (1987); Сибирский институт бизнеса, управления и психологии (2004).
2001—2003 — депутат Законодательного Собрания Красноярского края третьего созыва, заместитель председателя Комиссии по аграрной политике, продовольствию и землепользованию, член Комиссии по промышленности, жилищно-коммунальной политике и коммунальному комплексу.

### Депутат госдумы
7 декабря 2003 г. был избран в Государственную Думу РФ четвёртого созыва от Канского избирательного округа Nо 49 (Красноярский край), был членом фракции «Единая Россия», членом Комитета по промышленности, строительству и наукоемким технологиям.
В октябре 2008 г. получил мандат скончавшегося депутата Государственной Думы РФ от фракции «Единая Россия» Валерия Мельникова.

## Награды
- Благодарность Президента Российской Федерации (1 декабря 2021 года) — за большой вклад в подготовку и проведение общественно значимых мероприятий[2]